# اسلپتون، نورث‌همپتون‌شر
اسلپتون (به انگلیسی: Slapton) یک روستا و محله مدنی در بریتانیا است که در ساوت نورث‌همپتون‌شر واقع شده‌است. اسلپتون ۹۲ نفر جمعیت دارد.